# Kantridastadion
Kantridastadion (kroatiska: Stadion Kantrida) är en fotbollsanläggning i Rijeka, Kroatien. Stadion uppfördes 1913 och är uppkallad efter stadsdelen Kantrida som den ligger i. Kantridastadion är sedan 1946 hemmaarena för HNK Rijeka. Den har en kapacitet på 12 600 personer. Kantridastadion är Kroatiens fjärde största fotbollsstadion och Primorje-Gorski kotars läns största stadion. Den har ett distinkt utseende då den ligger mellan branta klippor norr om arenan och Adriatiska havet i söder. 